# Mario Ramón Beteta

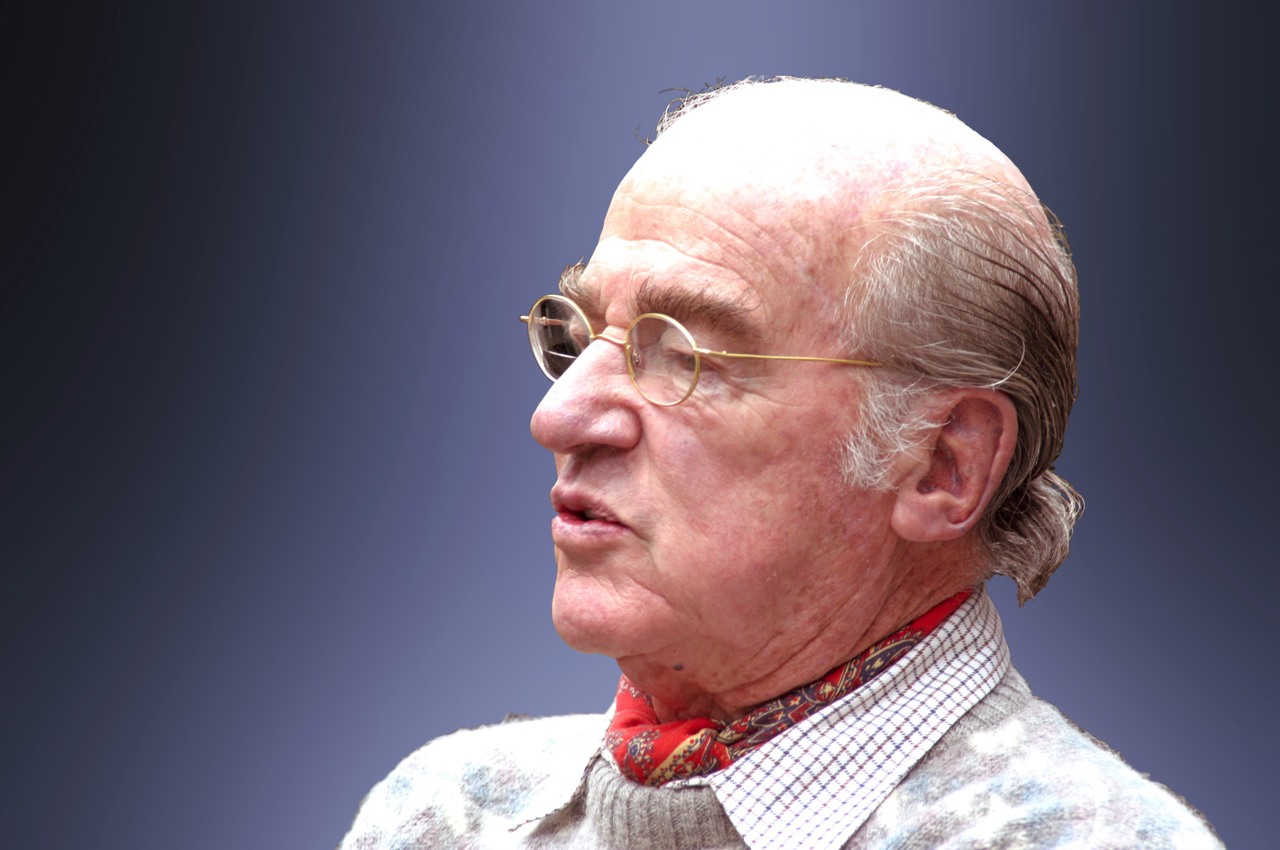
Mario Ramón Beteta (2003)

Mario Ramón Beteta Monsalve (* 7. Juli 1927 in Mexiko-Stadt; † 6. Oktober 2004 ebenda) war ein mexikanischer Politiker der Partei der Institutionalisierten Revolution PRI (Partido Revolucionario Institucional) und Bank- und Wirtschaftsmanager, der unter anderem von 1975 bis 1976 Finanzminister (Secretarío de Hacienda) sowie zwischen 1987 und 1989 Gouverneur des Bundesstaates México war.

## Leben

### Studium, Hochschullehrer und Ministerialbeamter
Beteta war ein Sohn von Ignacio Beteta Quintana, der zwischen 1934 und 1939 Stabschef (Estado Mayor Presidencial) von Präsident Lázaro Cárdenas del Río sowie anschließend von 1939 bis 1940 in dessen Regierung Minister für öffentlichen Unterricht ( Secretarío de Educación Pública) war, und ein Neffe von dessen Bruder Ramón Beteta, der zwischen 1946 und 1952 ebenfalls Finanzminister sowie mehrmals Botschafter war. Er selbst begann nach dem Schulbesuch ein Studium der Rechtswissenschaften an der Nationalen Autonomen Universität von Mexiko (UNAM), das er am 4. Dezember 1948 mit einer Arbeit über die Verantwortung für ungesetzliche Handlungen mit dem Lizenziat (Licenciado) abschloss. Neben dem Studium arbeitete er zwischen 1945 und 1948 als Lehrer an den Sekundarschulen Nr. 8 und Nr. 10 in Mexiko-Stadt. Nach einer anschließenden kurzen Tätigkeit als Forschungsmitarbeiter der Zentralbank (Banco de México) absolvierte er ein postgraduales Studium der Wirtschaftswissenschaften an der University of Wisconsin–Madison, das er am 16. Juni 1950 mit einer Arbeit über den institutionellen Fokus auf Wirtschaftsplanung mit einem Master of Arts (M.A. Economics) beendete.
Nach seiner Rückkehr nach Mexiko übernahm er 1951 eine Professur für Geldtheorie an der wirtschaftswissenschaftlichen Fakultät der UNAM und lehrte dort bis 1959. Zugleich hatte er dort zwischen 1954 und 1956 den dortigen Lehrstuhl für die Einführung in Wirtschaft inne. Zugleich arbeitete er ab 1956 für die Banco de México und war zunächst Berater im Büro des Generaldirektors sowie Vorstandsassistent, ehe er dort zuletzt von 1960 bis 1963 Manager war. Anschließend wechselte er 1964 in das Finanzministerium und war zunächst bis 1970 Leiter der Kreditabteilung sowie daraufhin zwischen 1970 und 1975 Unterstaatssekretär im Finanzministerium. Am 28. Juni 1972 wurde er Mitglied des Beirates des zur Partei der Institutionalisierten Revolution PRI (Partido Revolucionario Institucional) gehörenden Institutes für Politik-, Wirtschafts- und Sozialstudien IEPES (Instituto de Estudios Políticos, Económicos y Sociales) und war als solcher in dieser Denkfabrik für strukturelle Parteireformen zuständig.

### Finanzminister, Wirtschaftsmanager und Gouverneur
Am 22. September 1975 wurde Beteta von Präsident Luis Echeverría Álvarez schließlich selbst zum Finanzminister (Secretarío de Hacienda) berufen und damit zum Nachfolger von José López Portillo, der sich als für die Nachfolge von Echeverría Álvarez bei der Präsidentschaftswahl 1976 bewarb. Das Amt des Finanzministers bekleidete er bis zum Ende der Amtszeit von Echeverría Álvarez am 30. November 1976. Nachfolger als Finanzminister im darauf folgenden Kabinett López Portillo wurde Julio Rodolfo Moctezuma.
Nach seinem Ausscheiden aus der Regierung war Beteta zwischen 1976 und 1982 Präsident des Finanzinstituts SOMEX (Sociedad Mexicana de Credito Industrial), die später von der Banco Santander übernommen wurde. Danach übernahm er 1982 von Julio Rodolfo Moctezuma den Posten als Generaldirektor des Mineralölunternehmens PEMEX (Petróleos Mexicanos) und verblieb in dieser Verwendung bis zu seiner Ablösung durch Francisco Rojas Gutiérrez 1987.
Am 16. November 1987 wurde Beteta als Nachfolger von Alfredo Baranda García Gouverneur des Bundesstaates México und übte dieses Amt bis zum 11. September 1989 aus, woraufhin Ignacio Pichardo Pagaza sein Nachfolger wurde. Danach war er zwischen 1989 und 1990 Generaldirektor der Multibanco Comermex, die später von der Scotiabank übernommen wurde. Anschließend fungierte er von 1991 bis 1994 als Generaldirektor des Nationalfonds zur Tourismusförderung FONATUR (Fondo Nacional de Fomento al Turismo).

## Veröffentlichungen
- El sistema bancario mexicano y el banco central. 1964.
- Mario Ramón Beteta. Discursos, conferencias, intervenciones, mesas redondas, declaraciones, 1962–1981. Autobiografie. 1982, ISBN 968-499-079-0.
- Política petrolera. 1987.
- Dos años cumplidos. 1989.